# Раджън Рондо
Раджън Пиер Рондо (роден 22 Февуари, 1986) е американски професионален баскетболист играещ за Лос Анджелис Клипърс в Националната Баскетболна Асоциация (НБА). Рондо е играл 2 години в колежанския баскетбол за Кентъки Уайлдкетс преди да бъде избран в драфта на НБА през 2006 под 21 номер от Финикс Сънс. Сънс го разменят със Селтикс с които става Шампион на НБА през 2008. Рондо печели титлата отново през 2020 с отборът на Лейкърс, което го прави едва вторият играч ставал шампион с двата най-успешни франчайза в историята на НБА.